# Óblast de Rusia
En Rusia, los óblasts son 46 territorios administrativos; constituyen un tipo de sujeto federal, la división administrativa de mayor nivel del territorio ruso..: 43 

## Descripción general
Los óblasts son entidades políticas constituyentes de una unión federal con representación en el Consejo de la Federación y sirven como división administrativa de primer nivel. Cada óblast cuenta con un gobierno estatal que ejerce autoridad sobre un territorio geográfico definido, con una legislatura estatal, la Duma del óblast, elegida democráticamente. El gobernador (en ruso: губернатор - gubernator) es el cargo ejecutivo más alto del gobierno estatal en un óblast y es elegido por el pueblo. Los óblasts se dividen en raiones (distritos), ciudades de importancia federal (ciudades independientes equivalentes a distritos) y ókrugs autónomos, que legalmente son sujetos federales iguales a un óblast, pero administrativamente subordinados a uno. Dos óblasts tienen ókrugs autónomos: el óblast de Arjánguelsk (Ókrug Autónomo Nenets) y el óblast de Tiumén (Ókrug Autónomo de Khanty-Mansi y Ókrug Autónomo Yamalo-Nenets). El término óblast puede traducirse al español como «provincia» o «región», y actualmente existen 46 óblasts, el tipo más común de los 85 sujetos federales de Rusia.  La mayoría de los óblasts reciben su nombre de su centro administrativo, el término oficial para la capital de un óblast, que generalmente es la ciudad más grande. Las excepciones incluyen los óblasts de Leningrado y Moscú, que no tienen capital oficial, y el óblast de Sajalín, cuyo nombre se debe a una ubicación geográfica. Los óblasts de Leningrado y Sverdlovsk conservan los nombres anteriores de San Petersburgo y Ekaterimburgo, respectivamente. Los óblasts suelen ser áreas pobladas predominantemente por rusos étnicos y hablantes nativos de ruso, y se ubican principalmente en la Rusia europea. El óblast más grande en términos de extensión geográfica es el óblast de Tiumén, con 1.435.200 km² (excluyendo los distritos autónomos, el óblast de Irkutsk es el más grande, con 767.900 km²) y el más pequeño, el óblast de Kaliningrado, con 15.100 km². El óblast más poblado es el óblast de Moscú, con 7.095.120 habitantes, y el menos poblado es el óblast de Magadán, con 156.996.
Los krais, otro tipo de entidad federal, son jurídicamente idénticos a los óblasts. La diferencia entre una entidad política denominada «óblast» y una denominada «krai» es puramente tradicional.

## Lista
Rusia está dividida en 89 sujetos federales de los cuales 48 son óblast (en ruso: область) que a su vez están divididos en raiones (en ruso: район). En la lista de abajo no aparece el óblast autónomo Hebreo, el cual está considerado otra clase de sujeto federal ruso denominado "óblast autónomo" (en ruso: автономная область). El antiguo óblast de Chitá dejó de existir al pasar a formar parte del krai de Zabaikalie desde el 1 de marzo de 2008, como resultado de la fusión con el antiguo distrito autónomo de los Buriatos de Aguínskoye.
| | | |
| 1. Amur 2. Arcángel 3. Astracán 4. Bélgorod 5. Briansk 6. Cheliábinsk 7. Irkutsk 8. Ivánovo 9. Jersón 10. Kaliningrado 11. Kaluga 12. Kémerovo 13. Kírov 14. Kostromá 15. Kurgán 16. Kursk | 1. Leningrado 2. Lípetsk 3. Magadán 4. Moscú 5. Múrmansk 6. Nizhni Nóvgorod 7. Nóvgorod 8. Novosibirsk 9. Omsk 10. Oremburgo 11. Oriol 12. Penza 13. Pskov 14. Rostov 15. Riazán 16. Sajalín | 1. Samara 2. Sarátov 3. Smolensk 4. Sverdlovsk 5. Tambov 6. Tomsk 7. Tver 8. Tula 9. Tiumén 10. Uliánovsk 11. Vladímir 12. Volgogrado 13. Vólogda 14. Vorónezh 15. Yaroslavl 16. Zaporoye |